# 강예원
강예원(본명: 김지은, 1979년 3월 15일 ~ )은 대한민국의 배우이다. 그녀는 배우 조승우와 초등학교(서초), 중학교(서일) 동창이기도 하다.

## 학력
- 서울서초초등학교 (졸업)
- 서일중학교 (졸업)
- 서현고등학교 (졸업)
- 한양대학교 성악과 (졸업)

## 생애
2001년 SBS 서울방송 시트콤 《허니허니》를 통해 정식 연기자로 데뷔한 이후 영화 《중독》, 《마법의 성》에 출연하면서 주목 받았다. 특히 《마법의 성》에서 파격적인 베드신을 선보이며 가슴 사이즈 36.5인치의 글래머 배우로 화제를 모으며 많은 시선을 사로잡았으나 영화의 흥행 실패로 인해 잠적설, 은퇴설, 유학설 등에 시달리기도 했다. 공백기 동안 학업을 마치고 2004년에 복귀를 선언한 후, 본명 대신 예명으로 바꿔서 활동을 재개했다.
강예원은 한 매체와의 인터뷰에서 "예쁜 척하는 것은 자신의 성격과 맞지 않고, 차라리 망가지는 역할이 본인과 잘 맞는 것 같고 편하다”라며 자신의 연기 스타일을 밝혔다.

## 출연작

### 드라마
| 연도 | 제목                            | 역할     | 방송사 | 비고   |
| ---- | ------------------------------- | -------- | ------ | ------ |
| 2001 | 허니허니                        | 지은     | SBS    | 시트콤 |
| 2004 | 형수님은 열아홉                 |          | SBS    |        |
| 2012 | 천 번째 남자                    | 구미진   | MBC    | 시트콤 |
| 2014 | 나쁜 녀석들                     | 유미영   | OCN    |        |
| 2016 | 백희가 돌아왔다                 | 양백희   | KBS2   |        |
| 2017 | 죽어야 사는 남자                | 이지영 A | MBC    |        |
| 2018 | 드라마 스테이지 - 파이터 최강순 | 최강순   | tvN    |        |
| 2021 | 한 사람만                       | 강세연   | JTBC   |        |

### 영화
| 연도 | 제목                 | 역할   | 비고                           |
| ---- | -------------------- | ------ | ------------------------------ |
| 2002 | 마법의 성            | 한지혜 |                                |
| 2002 | 중독                 | 영은   | 단역                           |
| 2007 | 1번가의 기적         | 선주   |                                |
| 2009 | 해운대               | 김희미 |                                |
| 2010 | 하모니               | 강유미 |                                |
| 2010 | 헬로우 고스트        | 정연수 |                                |
| 2011 | 퀵                   | 아롬   |                                |
| 2012 | 점쟁이들             | 찬영   |                                |
| 2014 | 조선미녀삼총사       | 홍단   |                                |
| 2014 | 내 연애의 기억       | 은진   |                                |
| 2015 | 연애의 맛            | 길신설 |                                |
| 2016 | 엘 꼰도르 빠사       | 수하   | 2012 제천국제음악영화제 상영작 |
| 2016 | 날, 보러와요         | 강수아 |                                |
| 2016 | 트릭                 | 최영애 |                                |
| 2017 | 비정규직 특수요원    | 장영실 |                                |
| 2019 | 왓칭                 | 영우   |                                |
| 2019 | 나쁜 녀석들: 더 무비 | 유미영 | 우정출연                       |

### 예능 프로그램
| 연도 | 제목                       | 방송사    | 비고 |
| ---- | -------------------------- | --------- | ---- |
| 2012 | 해피투게더3                | KBS2      |      |
| 2012 | 일밤-승부의 신             | MBC       |      |
| 2013 | 해피선데이-1박2일시즌2     | KBS2      |      |
| 2014 | 일요일이 좋다-런닝맨       | SBS       |      |
| 2015 | 일밤-진짜 사나이 여군특집2 | MBC       |      |
| 2015 | 황금어장 라디오스타        | MBC       |      |
| 2015 | 해피투게더3                | KBS2      |      |
| 2015 | 냉장고를 부탁해            | JTBC      |      |
| 2015 | 우리 결혼했어요 시즌4      | MBC       |      |
| 2015 | 마녀사냥                   | JTBC      |      |
| 2015 | 현장토크쇼 택시            | tvN       |      |
| 2016 | 해피투게더3                | KBS2      |      |
| 2016 | 대국민 토크쇼 안녕하세요   | KBS2      |      |
| 2016 | 무비버스터즈               | cgv       |      |
| 2016 | 씬스틸러 - 드라마 전쟁     | SBS       |      |
| 2017 | 주먹쥐고 뱃고동            | SBS       |      |
| 2017 | 언니들의 슬램덩크 시즌 2   | KBS2      |      |
| 2017 | 아는형님                   | JTBC      |      |
| 2022 | 아는형님                   | JTBC      |      |
| 2024 | 노빠꾸 탁재훈              | 유튜브    |      |
| 2025 | 식객 허영만의 백반기행     | TV CHOSUN |      |

## 수상 및 후보
| 연도 | 시상식                    | 부문                             | 작품                                           | 결과 | 출처 |
| ---- | ------------------------- | -------------------------------- | ---------------------------------------------- | ---- | ---- |
| 2007 | 제15회 춘사영화상         | 신인여우상                       | 1번가의 기적                                   | 후보 |      |
| 2009 | 제30회 청룡영화상         | 신인여우상                       | 해운대                                         | 후보 |      |
| 2010 | 제46회 백상예술대상       | 영화부문 여자 신인연기상         | 하모니                                         | 후보 |      |
| 2010 | 제18회 이천춘사대상영화제 | 신인여우상                       | 하모니                                         | 수상 |      |
| 2010 | 제47회 대종상             | 신인여우상                       | 하모니                                         | 후보 |      |
| 2010 | 제31회 청룡영화상         | 여우조연상                       | 하모니                                         | 후보 |      |
| 2015 | MBC 방송연예대상          | 버라이어티부문 인기상            | 우리 결혼했어요 시즌4, 진짜 사나이 - 여군특집3 | 수상 |      |
| 2016 | KBS 연기대상              | 연작 · 단막극상                  | 백희가 돌아왔다                                | 수상 |      |
| 2017 | MBC 연기대상              | 미니시리즈부문 여자 최우수연기상 | 죽어야 사는 남자                               | 후보 |      |